# Kent Beck

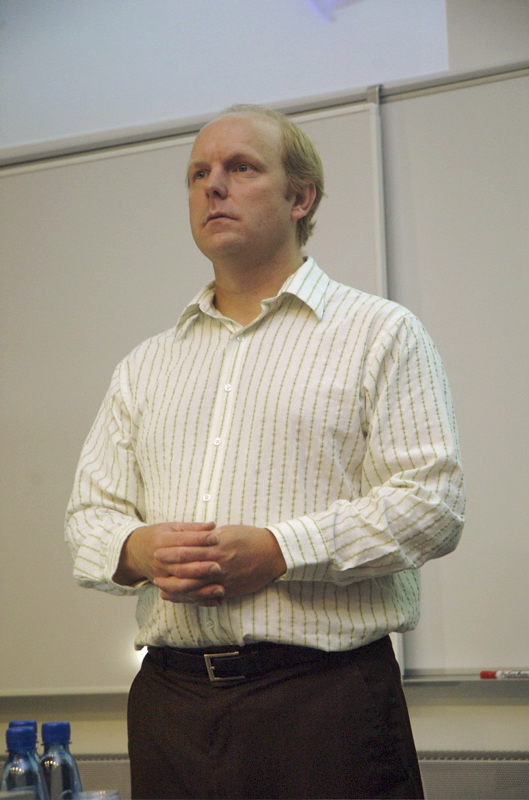
Kent Beck (2006)

Kent Beck (* 31. März 1961) ist ein US-amerikanischer Softwareentwickler und Autor. Er ist einer der drei Begründer von Extreme Programming (XP).

## Leben
Kent Beck studierte Informatik an der University of Oregon und arbeitete unter anderem bei Tektronix, Apple und Facebook. Er gilt als Erfinder des Smalltalk-Testframeworks SUnit, das er auch zusammen mit Erich Gamma auf Java portiert und als JUnit veröffentlicht hat. Zusammen mit Ron Jeffries und Ward Cunningham entwickelte Kent Beck die Methode Extreme Programming (XP). Beck ist auch einer der Autoren und Erstunterzeichner des Agilen Manifests.

## Werke
- Smalltalk. Praxisnahe Gebrauchsmuster, 1997, ISBN 3-8272-9549-1 (englisch: Smalltalk. Best Practice Patterns).
- mit Martin Fowler: Extreme Programming planen, Addison-Wesley, 2001, ISBN 978-3-8273-1832-9 (englisch: Planning Extreme Programming).
- Test-Driven Development By Example, Addison-Wesley, 2002, ISBN 0-321-14653-0.
- Extreme Programming. Das Manifest, Addison-Wesley, 2003, ISBN 3-8273-1709-6 (englisch: Extreme Programming Explained. Embrace Change).
- mit Erich Gamma: Eclipse erweitern. Prinzipien, Patterns und Plug-Ins, Addison-Wesley, 2005, ISBN 978-3-8273-2238-8 (englisch: Contributing to Eclipse. Princiles, Patterns and Plug-Ins).
- JUnit. kurz & gut, O’Reilly, 2005, ISBN 3-89721-507-1 (englisch: JUnit. Pocket Guide).
- Implementation Patterns. Der Weg zu einfacherer und kostengünstigerer Programmierung, Addison-Wesley, 2008, ISBN 978-3-8273-2644-7 (englisch: Implementation Patterns).
- Tidy First? Mini-Refactorings für besseres Software-Design, O’Reilly, 2024, ISBN 978-3-96009-244-5 (englisch: Tidy First? A Personal Exercise in Empirical Software Design).